# Saint-Clément-sur-Durance
Saint-Clément-sur-Durance là một xã của tỉnh Hautes-Alpes, thuộc vùng Provence-Alpes-Côte d’Azur, đông nam nước Pháp.